# Alfredo Ovando Candía
Alfredo Ovando Candía, född 6 april 1918, död 24 januari 1982 var en boliviansk militär och politiker. Han var Bolivias president 1964–1966 och diktator 1969–1970.

## Tidiga år
Ovando började sin långa militära karriär tidigt på 1930-talet då han deltog i Chacokriget mot Paraguay. Till en början var han icke-politisk och valdes som en bland många andra till att leda den återinrättade bolivianska beväpnade styrkan efter revolutionen 1952, då reformistpartiet Revolutionära nationaliströrelsen (MNR) tog makten. Ovando överlevde förluster, minskade budgetar och prestigeförluster för den besegrade bolivianska armén under MNR:s tidiga regim. I början av 1960-talet kom president Víctor Paz Estenssoro att lita mer till militären på grund av den ökade politiska delningen bland den styrande eliten. Under den tiden ökade även pressen från USA att modernisera och utrusta trupperna för att bekämpa eventuella upprorsmakare från Kuba-inspirerade kommunister.

## Statskuppen 1964 och delat presidentskap
När Paz Estenssoro ändrade konstitutionen 1964 för att själv kunna återväljas till president, störtades han av general Ovando med hjälp av vicepresidenten och den tidigare flygvapenchefen René Barrientos. De styrde landet tillsammans i en junta fram till januari 1966, när Barrientos avgick för att kunna registrera sig själv som presidentkandidat. Vid den tidpunkten ledde Ovando landet som ensam president fram till valet då Barrientos segrade. Då den nye presidenten tillträdde i augusti 1966, återgick Ovando till sin befattning som kommendör över det bolivianska flygvapnet.

## Kommendör över beväpnade styrkor och presidentkandidat 1966-1969
Ovando var okarismatisk och envis. Han väntade tålmodigt på sin tid och räknade med att han skulle vara det naturliga valet när Barrientos presidentperiod tog slut 1970, kanske med lite hjälp från den avgående administrationen. Snart uppstod dock splittringar mellan Ovando och presidenten, framför allt på grund av massakern på gruvarbetarna i Siglo XX i juni 1967 och den så kallade Arguedasaffären 1968. I början av 1967 hade en gerillastyrka upptäckts på landsbygden i sydvästra Bolivia, under ledning av den argentinsk-kubanske revolutionären Ernesto "Che" Guevara. Medan upproret slogs ner av bolivianska trupper och Guevara tillfångatogs och avrättades i oktober 1967, orsakade händelsen en skandal som nådde sin kulmen 1968. Samma år försvann Barrentos förtrogne vän och inrikesminister, Antonio Arguedas, med Che Guevaras dagbok som senare hittades i Havanna. Arguedas bekände, då han befann sig utomlands, att han i hemlighet stödde marxismen och fördömde att Barrientos och hans anhängare fanns med på CIA:s avlöningslista. Denna händelse var besvärande för Barrientos och fick Ovando att distansera sig från presidenten och istället se fram emot valet 1970.
Barrientos omkom i en helikopterolycka 27 april 1969. Hans vicepresident, den mindre kände kristdemokratiske politikern Luis Adolfo Siles Salinas, svor presidenteden strax efter händelsen enligt konstitutionen. Siles Salinas dåliga relationer med Ovando ledde till att Siles stödde den populäre borgmästaren i La Paz, Armando Escobar Uría, som efterträdare till Barrientos och han hotade därmed att tillintetgöra Ovandos planer. Orvando hade dessutom genomgått en politisk förvandling då han hade kommit till slutsatsen att han var tvingad att lägga sin politik mer till vänster för att bli en accepterad president under den ideologiska atmosfären i slutet av 1960-talet. De förändringar som han planerade kunde bli svåra att genomföra vid en möjlig fientlig kongress. På grund av detta beslutade sig Ovando för att inte invänta valet, utan 26 september 1969 störtade han Siles Salinas.

## Ovandos diktatur 1969–1970
Ovandos 13 månaders diktatur vår hård och präglades av politiskt våld. Då han tillträdde som president förklarade han att han skulle genomföra omfattande reformer som skulle förändra de redan dåliga livsvillkoren för den stora majoriteten av Bolivias befolkning. Han förstatligade den bolivianska organisationen inom Gulf Oil Corporation och kallade in kända intellektuella från vänsterkanten som del av sitt kabinett. Han tillkännagav också sin politiska övertygelse enligt de principer som företräddes av andra så kallade militära vänsterregimer som då var populära i Latinamerika, framför allt Perus Juan Velasco Alvarado och Panamas Omar Torrijos Herrera.
Ovandos populistiska drag överraskade många konservativa medlemmar inom den bolivianska armén och övertygade inte de allt mer aggressiva vänsterkrafterna, speciellt arbetare och studenter. Militären hade dessutom polariserats, med vissa delar som stödde presidenten och ville ha mer vänsterinriktning (general Juan José Torres), och andra delar som kritiserade Ovando och ville ha en mer konservativ, antikommunistisk och proamerikansk inriktning (general Rogelio Miranda). I juni 1970 växte en ny marxistisk gerilla fram i närheten av La Paz, denna gång organiserad av i huvudsak bolivianska universitetsstudenter allierade med Nationella befrielsearmén (ELN). Den nya gerillans uppror kontrollerades enkelt men Ovandos agerande var tveksamt och blygsamt. Han erbjöd en generös och säker tillflyktsort för gerillamän som gav upp kampen, till skillnad från Barrientos som ville se spetsade huvuden 1967. Högerkrafterna hade fått nog.

## Statskuppen 1970
6 oktober 1970 ägde en regeringsfientlig statskupp rum som leddes av bland andra general Miranda. De polariserade militärstyrkorna var dock ändå splittrade och många dödsoffer krävdes i städer där styrkor krigade mot varandra. Slutligen sökte president Ovando asyl på ett främmande lands ambassad, då han trodde att allt hopp var ute, men de vänsterinriktade militärstyrkorna under ledning av general Juan José Torres, kämpade emot och segrade. Generad över att han övergav slaget så snabbt och efter 13 tuffa månaders presidentskap, överlämnade Ovando befattningen till sin vän, general Torres. Den senare svor presidenteden och belönade Ovando med att bli ambassadör i Spanien. Han stannade i Madrid fram till 1978 då han återvände till Bolivia. Under sina sista år stödde han den progressiva UDP-alliansen under ledning av den tidigare presidenten Hernán Siles Zuazo, men deltog i övrigt inte aktivt i det politiska livet mer. Han avled i La Paz 4 januari 1982.